# (33028) 1997 QN
(33028) 1997 QN là một tiểu hành tinh vành đai chính. Nó được phát hiện bởi Atsushi Sugie ở Dynic Astronomical Observatory Nhật Bản, ngày 24 tháng 8 năm 1997.